# 高祚
高 祚（こう そ、生没年不詳）は、中国後漢時代末期の武将。

## 事跡
| 姓名         | 高祚     |
| 時代         | 後漢時代 |
| 生没年       | 〔不詳〕 |
| 字・別号     | 〔不詳〕 |
| 出身地       | 〔不詳〕 |
| 職官         | 〔不詳〕 |
| 爵位・号等   | -        |
| 陣営・所属等 | 曹操     |
| 家族・一族   | 〔不詳〕 |

曹操配下。建安20年（215年）の漢中征伐（張魯の討伐）で活躍した。
同年7月、張魯の弟張衛と配下の楊昂・楊任が、陽安関に立て篭って曹操軍を迎撃したため、曹操も当初はこれを陥落させることが出来なかった。そこで軍を引き揚げさせると、張衛らが守備を緩めたため、曹操は高祚と解𢢼（かい ひょう）に険しい山を越えて夜襲させた。高祚らは楊任を斬り、張魯を巴中へ敗走させた。
張衛は退却しながらも抵抗を続けたが、野生の鹿数千頭が張衛の陣営を叩き壊す事故（曹操軍の計略によるものかどうかは不明）に見舞われていた。一方、高祚は張魯を攻撃しようと進軍していたが、当初の目論見と違える形で、張衛軍と夜間に遭遇してしまった。しかし、高祚が軍鼓を打ち鳴らして味方を呼び集めると、張衛がこの音を敵襲の合図と勘違いし戦意を喪失したため、高祚は戦うことなく張衛を降伏させた。
以後、高祚に関する記述は史書に見当たらない。また、小説『三国志演義』には登場しない。